# Spitz (groupe)
Pour les articles homonymes, voir Spitz.
Spitz (スピッツ, Supittsu) est un groupe japonais formé en 1987. Ils obtiennent un succès commercial remarquable au milieu et à la fin des années 1990, et sont connus pour leur chansons abstraites et excentriques composées par leur principal chanteur-compositeur, Masamune Kusano.
En mars 1991, ils débutent avec leur album éponyme et la chanson Hibari no Kokoro. Depuis leur percée avec le single Robinson sorti en mars 1991, ils ont maintenu leur popularité au Japon. À ce jour, ils ont produit 14 succès (neuf albums et cinq singles) d’après le hit-parade japonais d’Oricon,. En novembre 2007, les ventes totales d’albums et de singles du groupe étaient estimées à plus de 20 millions d’unités.

## À propos de Spitz
Le style musical de Spitz est influencé par Donovan, de par la guitare électrique jouée avec arpège et son rythme soutenu. Les mélodies simples sont inspirées de groupes populaires et s’appuient sur la voix douce de Kusano.
En 1995, l’album Hachimitsu est vendu à plus d’un million d’exemplaires et devient extrêmement populaire. Il sera même repris par Chika Umino dans le titre de son manga Hachimitsu to clover, l’auteur étant fan du groupe. Puis, les singles Sora mo Toberuhazu (空も飛べるはず) et Cherry (チェリー) se vendront eux aussi à plus d’un million d’exemplaires.
La musique de Spitz est souvent basée sur des ballades pop conventionnelles. Cependant, le groupe a commencé à l’origine en tant que groupe de hard rock. Ils aiment la musique rock et se voient eux-mêmes comme un groupe de rock. Ils disent de leur musique qu’elle est « une musique rock et populaire ».
Tous les membres sont issus d’une école d’art. Kusano et Amura viennent de l’université Zokei à Tokyo. Miza et Sakiyama sont de l’université de mode de Bunka. Miwa et Tamura étaient camarades de classe au collège.
Leur rapport avec le public est primordial pour eux. Leur politique est de ne pas donner de concert sur une scène plus grande qu’une salle de concert ordinaire. Après être devenu un groupe renommé, Kusano a dit « Nous ne pensons pas donner de concert au Budokan de Tokyo. Cependant, il a aussi dit « Je n’ai pas dit que nous ne le ferons jamais ».
Au printemps 1986, Kusano rencontre Tamura à l’université Zokei de Tokyo et forment ensemble un groupe, les Cheetahs avec comme batteur Atsushi Ono. Le groupe est fortement influencé par le punk rock, ils adaptent donc la 365 Ho no March (365歩のマーチ) au style punk, et interprètent Ichigo Hakusho wo Mou Ichido (いちご白書をもう一度). Le groupe évolue finalement en The Spitz avec l’arrivée d’un nouveau membre, Taku Nishiwaki. Cependant, Kusano réalise que le groupe The Blue Hearts a déjà fait la musique qu’il veut faire, ce qui brise cette version de Spitz.
En 1987, Kusano est transféré de l’université de Tokyo Zokei à l’université d'art de Musashino, mais il continue de jouer à la Nintendo avec Tamura, avec qui il est resté ami. À la même époque, ils décident de recréer un groupe. Tamura invite Miwa de son ancien lycée, et Miwa invite Sakiyama qui a fait partie du même club de musique folk que lui à l’université de mode de Bunka. Ces quatre là forment ainsi une nouvelle version de Spitz et se produisent en public durant l’automne dans divers lieux tels que Shinjuku JAM, Shibuya La Mama ou Shibuya Yaneura. Ils étaient au départ tellement influencés par The Blue Hearts, que le gestionnaire de Shibuya La Mama leur dit : « Vous n’avez aucun avenir ». À cela s’ajoute le fait que Kusano commence à penser que son style n’est pas approprié, et commence alors à jouer de la guitare acoustique. C’est à cette époque que le groupe compose Koi no Uta (恋のうた) et Hibari no Kokoro (ヒバリのこころ) qu’ils jouent encore fréquemment de nos jours. Le style de Spitz commence à prendre forme.
En juillet 1989, ils organisent pour la première fois un concert au Shinjuku Loft, où les attendent 300 personnes. En mars 1990, ils sortent un mini-album, Hibari no Kokoro (ヒバリのこころ).

## Historique

### 1991-1992
Le 25 mars 1991, paraissent simultanément le single Hibari no Kokoro (ヒバリのこころ) et leur premier album Spitz chez Polydor et font un début discret comme ils le disent eux-mêmes. En effet, l’audience de leurs concerts était faible à l’époque, le boom des boys-band venant de se terminer. Ils n’attiraient donc pas l’attention (l’équivalent de deux ou trois rangs dans une salle moyenne). Mais le monde de la musique n’a pas manqué leur style unique. En particulier ROCKIN’ON JAPAN les introduit comme « la nouvelle vague des années 1990 » et ils deviennent ainsi des artistes remarqués dans la presse. Mais, n’ayant à l’origine pas vraiment d’admiration pour les majors, les membres répètent mi-plaisantant, mi-sérieusement, des commentaires tels que « nous n’avons pas d’ambition », « nous sommes des survivants du boom des boys-band. » En dépit de leurs débuts chez les majors, ils sont libres du fait de leur faible nombre de concerts. Ils se consacrent donc à la production de leurs albums et passent beaucoup de temps en studio. Cette année-là, ils sortent leur second album Namae wo Tsuketeyaru (名前をつけてやる).
En avril 1992, ils publient un mini-album orchestré Aurora ni Narenakatta Hito no Tame ni (オーロラになれなかった人のために) avec Tomoki Hasegawa, qui avait pris en charge l’arrangement orchestral lors de l’enregistrement de Majo Tabi ni Deru (魔女旅に出る) dans leur album précédent Namae wo Tsuketeyaru. Le même jour, ils interprètent un récital avec les cordes. Mais la mort du chanteur Yutaka Ozaki ce jour-là fait que la majorité des médias n’y prêtent pas attention et cette nuit disparaît dans l’oubli.

### 1993-1996
En 1993, ils prennent Masanori Sasaji en tant que producteur extérieur, et font des enregistrements studio. En parallèle, ils donnent un concert mensuel nommé Spitz no Harunatsu Yakai (スピッツの春夏夜会) de mars à avril au Shibuya ON AIR (aujourd’hui connu sous le nom de Shibuya O-EAST). Ces concerts sont bien accueillis et donnent lieu en septembre à un quatrième album nommé Crispy!. Celui-ci ne se vend pas autant qu’ils l’espéraient et Kusano perd confiance en sa voix et en sa capacité à écrire des chansons. Cependant, le single Kimi ga Omoide ni Naru Mae ni (君が思い出になる前に) tiré de cet album, entre pour la première fois dans le classement d’Oricon. Petit à petit, ils commencent à attirer l’attention des gens. En avril et juillet 1994, avec Takayuki Hijikata comme producteur, les singles Sora mo Toberuhazu et Aoi Kuruma (青い車) paraissent et deviennent des hits fracassants. En septembre, alors qu’ils ont toujours Sasaji comme producteur, ils sortent leur cinquième album, Sora no Tobikata (空の飛び方), qui atteint aussitôt la 14e place. D’ailleurs, cette même année, ils apparaissent dans Music Station, une émission de TV Asahi avec Kimi ga Omoide ni Naru Mae ni, dans Pop Jam (une émission de NHK) avec Aoi Kuruma et dans Count Down TV (une émission de TBS) avec Spider.
En avril de l’année suivante, ils sortent le single Robinson (ロビンソン) qui se place pour la première fois dans le top 10 d’Oricon et dont les ventes dépassent 1,6 million d’exemplaires. Il atteindra la neuvième place la même année. Il devient le single avec la plus longue durée de vie dans le top 10 en y restant plus de 30 semaines. En juillet, le single Namida ga Kirari☆ (涙がキラリ☆) atteint la seconde place dès sa sortie et est vendu à 98 000 exemplaires. Au début, ils ne réalisent pas le succès de ces grands hits. Ce n’est que lorsqu’ils apparaissent dans MEET THE WORLD BEAT ’95 à l’Expo d’Osaka en juillet, que les membres du groupe comprennent qu’ils sont vraiment devenus des stars à forte audience. En septembre, ils réalisent leur sixième album Hachimitsu (ハチミツ) qui se vend à un million d’exemplaires. En octobre, ils démarrent leur première grande tournée et donnent 40 concerts. En janvier de l’année suivante, Sora mo Toberu Hazu est utilisé comme thème du drama Hakusen Nagashi (白線流し) de Fuji TV network. Il redevient à nouveau un hit et se place premier au classement d’Oricon pour la première fois en tant que single. Plus d’un million et demi d’exemplaires sont vendus (les membres du groupe disent eux-mêmes qu’ils en ont été déconcertés). En avril, le single Cherry devient à son tour un grand hit et est vendu à 1,61 million d’exemplaires. En octobre 1996, ils produisent leur septième album Indigo Chiheisen (インディゴ地平線) et repartent pour une tournée de pas moins 70 concerts.

### 1997-2000
En 1997 (leur dixième anniversaire), leur producteur Sasaji se retire, et tous les membres du groupe entrent dans la trentaine. Sentant qu’ils ne peuvent dépendre des producteurs indéfiniment, le groupe décide de se tenir sur ses propres jambes. Les membres commencent à se demander s’ils ne pourraient pas changer le style de leur groupe. Ils détestent en effet être pris pour un groupe conventionnel, tout ce qu’il y a de plus orthodoxe. Ils tiennent alors à Osaka le Rock Rock Konnichiwa (ロックロックこんにちは), qui devient ensuite un événement annuel. Ils donnent un concert secret au Shinjuku Loft où ils chantent principalement leurs chansons de l’époque où ils étaient amateurs. En mars 1998, Yuichi Tanaya les rejoint en tant que cocompositeur et ils autoproduisent leur huitième album Fake Fur (フェイクファー). En mai 1998, Hiroko Kuji, le claviériste, rejoint le all-over-Japan concert tours et en août, ils enregistrent avec lui Hi-Fi, Low-Fi (ハイファイ・ローファイ), Sakana (魚), Seishun Ikinokori Game (青春生き残りゲーム), morceaux rassemblés dans l’album 99ep.
En mars 1999, ils compilent quelques morceaux non-diffusés et sortent un album intitulé Ka Chō Fū Getsu (花鳥風月) avec le producteur Ryomei Shirai. En juillet de la même année, ils apparaissent à nouveau dans le MEET THE WORLD BEET à Osaka. Bien qu’ils n’aient pas prévu de sortir un nouveau single à ce moment-là, ils enregistrent eux-mêmes au Japon et à l’étranger de septembre à octobre. Ils ramènent Moon Light (ムーンライト) et Funanori (船乗り) des États-Unis. Après avoir enregistré Haru Natsu Rocket (春夏ロケット) et Memories (メモリーズ), ils mixent le tout à Miami et finalisent à Los Angeles. Stephen Mackersen, qui est chargé de la finalisation devient ainsi à partir de l’an 2000, un ingénieur indispensable à Spitz, excepté pour quelques singles.
Tandis que les membres du groupe sont en Amérique, la compagnie d’enregistrement décide de vendre une compilation de leurs plus grands hits. Le groupe n’a pas l’intention de sortir un best of avant leur dissolution ou leur retraite. Cependant, en dépit de leurs réticences, l’album RECYCLE - Greatest Hits of SPITZ sort en décembre de cette année-là. Finalement, il devient un album à très grand succès, vendu à plus de deux millions d’exemplaires. Pourtant, officiellement, le groupe n’a pas reconnu cet album et ne l’inclut pas dans sa discographie officielle.
En 2000, ils embauchent Shokichi Ishida comme producteur et commencent l’enregistrement d’un nouvel album avec le plus grand sérieux. Ils se disent que ce sera un grand stimulant que de travailler avec un contemporain. En juillet, ils sortent leur neuvième album, Hayabusa (ハヤブサ), qui se distingue par son rock plus dur qui change de leur style habituel. Ils voyagent pendant un an et donne plus de 100 concerts.

### 2001-2006
Après le départ de Sasaji, leur producteur change selon leurs travaux, mais ils prennent Seiji Kameda comme producteur, connu pour avoir produit Ringo Shiina depuis 2001 et lui-même en tant que bassiste dans Tokyo Jihen. En septembre 2002, ils sortent leur dixième album, Mikazuki Rock (三日月ロック), qui revient à la mélodie si propre à Spitz mêlé au son rock de l’album précédent.
Bien qu’ils n’aient pas sorti beaucoup de singles en 2003, Star Gazer (スターゲイザー) est utilisé comme thème principal de la série TV Ainori durant l’automne et est classée no 1 au classement Oricon de janvier 2004, attirant ainsi beaucoup de fans. En mars 2004, ils réunissent les chansons écrites depuis 1999 et pas encore présentes dans un album, et en font un album spécial Iroiro Goromo (色色衣). En janvier de l’année suivante, ils publient leur onzième album, Souvenir (スーベニア).
En mars 2006, alors que 15 ans se sont écoulés depuis leurs débuts, ils sortent une compilation officielle de leurs singles, CYCLE HIT Spitz Complete Single Collection. L’année suivant marque le vingtième anniversaire de l’organisation et le groupe tient 20Shūnen Kinen Matsuri (20周年記念祭り). Ils sortent leur douzième album Sazanami CD (さざなみCD) en octobre et préparent une tournée à travers tout le Japon pour décembre.

## Membres du groupe
- Masamune Kusano (草野 マサムネ, Kusano Masamune?), de son vrai nom 草野 正宗 (même prononciation?). Chanteur, guitariste et parolier. Né le 21 décembre 1967 à Fukuoka, préfecture de Fukuoka, Japon. Diplômé du lycée Jōnan de la préfecture de Fukuoka, ainsi que de l’université d’art Musashino dans la section design.
- Tetsuya Miwa (三輪 テツヤ, Miwa Tetsuya?), de son vrai nom 三輪徹也 (même prononciation?). Guitariste. Né le 17 mai 1967 à Fujieda, préfecture de Shizuoka, Japon. Diplômé du lycée Fujieda Meisei et de l’université de mode Bunka.
- Akihiro Tamura (田村明浩, Tamura Akihiro?). Guitare basse, leader du groupe. Né le 31 mai 1967 à Fujieda, préfecture de Shizuoka, Japon. Diplômé du lycée Fujieda Est de la préfecture de Shizuoka. Entame l’université Zōkei de Tokyo (en), mais abandonne avant l’obtention du diplôme.
- Tatsuo Sakiyama (崎山 龍男, Sakiyama Tatsuo?). Batteur. Né le 25 octobre 1967 à Sano, préfecture de Tochigi, Japon. Diplômé du lycée Sano de la préfecture de Tochigi et de l’université de mode Bunka.

## Discographie
Tous les titres classés en ordre chronologique.

### Singles
Listé ainsi : "face A / face B (date de sortie, référence catalogue)".
- Hibari no Kokoro / Biidama (3 mars 1991, POCH-1973)
- Natsu no Mamono / Ninoude no Sekai (25 juin 1991, POCH-1974)
- Majo Tabi ni Deru / Tori ni Natte (25 octobre 1991, POCH-1975)
- Hoshi no Kakera / Mermaid (26 août 1992, POCH-1976)
- Hinata no Mado ni Akogarete (26 novembre 1992, POCH-1977)
- Hadaka no Mama de / Kokoro no Soko kara (25 juillet 1993, POCH-1978)
- Kimi ga Omoide ni Naru Mae ni / Natsu ga Owaru (25 octobre 1993, POCH-1979)
- Sora mo Toberuhazu / Babyface (25 avril 1994, POCH-1980)
- Aoi Kuruma / Neko ni Naritai (20 juillet 1994, POCH-1981)
- Spider / Koi ha Yūgure (26 octobre 1994, POCH-1982)
- Robinson / Ore no Subete (5 avril 1995, POCH-1983)
- Namida ga Kirari ☆ / Luna Luna (7 juillet 1995, POCH-1984)
- Cherry / Bunny Girl (10 avril 1996, POCH-1985)
- Nagisa / Tabibito (9 septembre 1996, POCH-1986)
- Scarlet / Umeboshi (version concert) (29 janvier 1997, POCH-1987)
- Yume Janai / Kimi dake wo (23 avril 1997, POCH-1988)
- Unmei no Hito / Nakayoshi (27 novembre 1997, POCH-1989)
- Tsumetai Hoho / Xie Xie! (18 mars 1998, POCH-1990)
- Kaede / Supika (7 juillet 1998, POCH-1991)
- Nagareboshi / Etranger (Tanyamix) / Ai no Shirushi (Live) (1999, POCH-1992)
- Hotaru / Moonlight / Shunka Rocket (2000, POCH-1934)
- Memories / Hōrō Kamome ha Doko made mo (2000, POCH-1962)
- Haruka / Funenori (2001, UPCH-5055)
- Yume Oi Mushi / Ōmiya Sunset (2001, UPCH-5070)
- Sawatte - Kawatte / Gerbera / Hōrō Kamome ha Doko made mo (Live) / Inaho (2001, UPCH-5075)
- Hanemono / Suginami Melody  (2002, UPCH-5110)
- Mizuiro no Machi / Son Gokū (2002, UPCH-5111)
- Stargazer / Mikazuki Rock   Sono 3 (2004, UPCH-5230)
- Masayume / Licorice (2004, UPCH-5277)
- Haru no Uta / Teku Teku (20 avril 2005, UPCH-5305)
- Mahō no Kotoba / Shalala (12 juillet 2006, UPCH-5405)
- Looking for / Rakugaki Oukoku (18 avril 2007, UPCH-5455)
- Gunjou / Yuuyake (1er août 2007, UPCH-5485)
- Wakaba / Mamoru san (5 novembre 2008, UPCH-5565)

### Albums

#### Indépendants
- Happy Day (en cassette)
- Hibari no Kokoro (21 mars 1990)

#### Originaux
- Spitz (25 mars 1991, POCH-1080)
- Namae wo Tsukete Yaru (25 novembre 1991, POCH-1103)
- Hoshi no Kakera (26 septembre 1992, POCH-1148)
- Crispy! (26 septembre 1993, POCH-1270)
- Sora no Tobikata (21 septembre 1994, POCH-1392)
- Hachimitsu (20 septembre 1995, POCH-1527)
- Indigo Chiheisen (23 octobre 1996, POCH-1605)
- Fake Fur (25 mars 1998, POCH-1685)
- Hayabusa (26 juillet 2000, POCH-4001)
- Mikazuki Rock (11 septembre 2002, UPCH-1172)
- Souvenir (12 janvier 2005, UPCH-1380)
- SazanamiCD (10 octobre 2007, UPCH-1620)
- Togemaru (27 octobre 2010, UPCH-1803
- Chiisana Ikimono (11 septembre 2013, UPCH-1946)
- Samenai  (27 juillet 2016, UPCH-2086)
- Mikke (9 octobre 2019, UPCH-2194)

#### Autres médias
- La chanson Robinson est un morceau jouable dans les jeux Beatmania 2 GB mix de Konami pour la Game Boy Advance et Daigasso! Band Brothers DX.

#### Autres
- Aurora ni Narenakatta Hito no Tame ni (mini album, 25 avril 1992, POCH-1133)
- 99ep (1er janvier 1999, POCH-1750)
- Ka Chō Fū Getsu (25 mars 1999, POCH-1776)
- Iro Iro Goromo (21 mars 2004, UPCH-1335)

#### Best of
- Recycle Greatest Hits of SPITZ (15 décembre 1999, POCH-1900)
- Cycle Hit 1991-1997: Spitz Complete Single Collection (25 mars 2006, UPCH-9231)
- Cycle Hit 1997-2005: Spitz Complete Single Collection (25 mars 2006, UPCH-9232)

## Vidéos et DVD
- Sora to Video (1995, POVH-1046)
- Jamboree 1 (1996, POVH-1052)
- Sora to Video 2 (1997, POVH-1057)
- Jamboree 2 (1999, POVH-1076)
- Sora to Video 3 (2000, UPVH-1001 (VHS), UPBH-1009 (DVD))
- Sora to Video Custom (2001, UPBH-1025)
- Jamboree Deluxe (2001, UPBH-1026)
- Hōrō Hayabusa Junjō Sugoroku (2003, UPBH-9135/6)
- Sora to Video 4 (2005, UPBH-1170)

## Participations
- Aoi Kuruma (thème final du show Oh! L Club sur TV Asahi)
- Hachimitsu (chanson interne de l’anime Honey and Clover de Fuji TV)
- JE T'AIME? (chanson interne de l’anime Honey and Clover de Fuji TV)
- Hanemono (chanson publicitaire pour Calpis)
- Haruka (thème du drama Love Story sur TBS)
- Haru no Uta (chanson publicitaire pour Aquarius)
- Kaede (thème d’ouverture du show Count Down TV sur TBS)
- Kimi ga Omoide ni Naru Mae ni (chanson publicitaire pour Ajinomoto Gift)
- Mahō no Kotoba (thème de la série live Honey and Clover)
- Masayume (thème du show Medaka sur Fuji TV; chanson publicitaire pour Fujifilm)
- Misoka (chanson publicitaire pour Aquarius)
- Nagisa (chanson publicitaire pour Glico pour le snack Pocky)
- Namida ga Kirari ☆ (thème d’ouverture du show Count Down TV sur TBS)
- Robinson (thème du show Imada Kōji no Shibuya-kei Ura Ringo sur Fuji TV)
- Sakana (chanson interne de l’anime Honey and Clover sur Fuji TV)
- Scarlet (thème pour le drama Melody sur TBS)
- Sora mo Toberuhazu (thème du drama Hakusen Nagashi sur Fuji TV)
- Stargazer (thème du show Ainori sur Fuji TV)
- Supika (chanson publicitaire pour la campagne Resotcha de Japan Airlines; chanson interne de l’anime Honey and Clover)
- Tamagawa (chanson interne de l’anime Honey and Clover)
- Tsuki ni Kaeru (chanson interne de l’anime Honey and Clover)
- Tsumetai Hoho (chanson publicitaire pour Konica Revio)
- Umi o mi ni ikou (chanson publicitaire pour Japan Rail)
- Unmei no Hito (thème du film gekko no sasayaki)
- Y (chanson interne de l’anime Honey and Clover)
- Yoru wo Kakeru (chanson interne de l’anime Honey and Clover)
- Yume Janai (thème du show Futari: Wherever You Are sur TV Asahi)
- Yume Oi Mushi (thème du film Toho et du drama Platonic Sex sur Fuji TV)